# Dolle Dinsdag

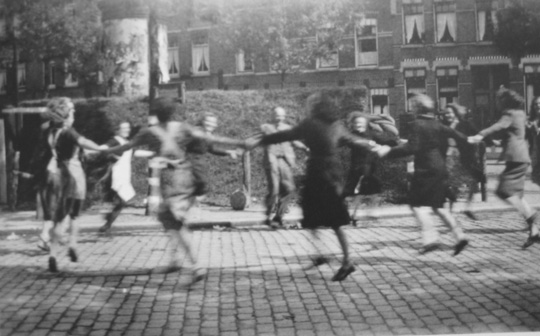
Dolle-Dinsdag-Feier (5. September 1944) bei Willebrordusplein, Rotterdam

Als Dolle Dinsdag (deutsch „närrischer Dienstag“) ging in den Niederlanden Dienstag, der 5. September 1944, in die Geschichte ein. An diesem Tag im Zweiten Weltkrieg sollte nach den im Umlauf befindlichen Gerüchten die Befreiung durch die Alliierten erfolgen.

## Geschichte
Die Alliierten hatten nach ihrer Landung in der Normandie am 6. Juni 1944 bis Ende August weite Teile Frankreichs von der deutschen Besatzung befreit. Beim anschließenden Vorstoß nach Belgien befreiten sie am 3. September Brüssel, tags darauf wurde Antwerpen eingenommen. Ebenfalls am 4. September hielt der niederländische Ministerpräsident Pieter Sjoerds Gerbrandy im Radio Oranje eine Rede, bei der er bekannt gab, dass die Alliierten die holländische Grenze erreicht hätten und nun die Stunde der Befreiung gekommen sei. Der Einmarsch, so lauteten die Gerüchte, würde am 5. September erfolgen. Man rechnete mit der Einnahme Rotterdams am selben Tag sowie Utrechts und Amsterdams am 6. September; der Rest des Landes würde bald folgen.
Bald verfestigte sich das Gerücht, dass einige Orte in der Nähe der südlichen Grenze der Niederlande bereits befreit seien. Tatsächlich hatte ein britischer Radiosender am Morgen des 5. September fälschlicherweise berichtet, dass Breda befreit worden sei. Daraufhin bereiteten sich die Niederländer auf den Empfang der Alliierten vor. Die meisten Arbeiter und Angestellten legten die Arbeit nieder und verließen ihre Arbeitsplätze, die niederländischen und die königlichen „Oranje“-Flaggen wurden bereitgelegt und die Straßen füllten sich mit der erwartungsfrohen Bevölkerung. Bei den deutschen Besatzern und den Mitgliedern der niederländischen Nationalsozialisten NSB brach Panik aus; in aller Eile wurden Dokumente vernichtet, mehr als 30.000 NSB-Mitglieder flohen mit ihren Familien aus den Niederlanden auf deutsches Gebiet. Viele von ihnen fanden in der Lüneburger Heide Unterschlupf, während Parteichef Anton Adriaan Mussert zum Bellinckhof in Almelo flüchtete.
Was die niederländische Bevölkerung nicht wusste, war, dass die alliierten Truppen zu klein waren, um in dem Tempo der vergangenen Tage weiter vorrücken zu können. Die meisten Verbände befanden sich noch in Frankreich; nur eine kleine Vorhut war nach Antwerpen vorgerückt und hatte einen schmalen Korridor Belgiens befreit. Auf beiden Seiten befand sich weiterhin besetztes Gebiet, so dass ein hohes Risiko bestand, abgeschnitten zu werden. Dass es in dieser Situation zu Fehlinformationen und der unzutreffenden Radiosendung kam, hatte auch damit zu tun, dass zu diesem Zeitpunkt aufgrund des raschen Vorrückens nicht einmal der alliierte Oberbefehlshaber exakt wusste, wo sich seine eigenen Truppen befanden, zudem machten die völlig überdehnten Nachschubwege und der sich verstärkende deutsche Widerstand ein weiteres Vorrücken zunächst nahezu unmöglich.
Die Bezeichnung Dolle Dinsdag wurde zum ersten Mal von De Gil („der Aufschrei“) verwendet, einer von der Abteilung Aktivpropaganda der Hauptabteilung für Volksaufklärung und Propaganda (Außenstelle des Reichsministeriums für Volksaufklärung und Propaganda) herausgegebenen Propagandazeitung der Besatzungsmacht. In ihrer Ausgabe vom 15. September machte das Blatt auf mit der Schlagzeile: Generale Repetitie – dure les van Dollen Dinsdag (Generalprobe – teure Lektion des närrischen Dienstags). Verfasser des Artikels war Willem van den Hout, der nach dem Krieg unter dem Pseudonym Willy van der Heide als Autor erfolgreicher Jugendbücher Bekanntheit erlangen sollte.
Am 14./15. September wurde mit Maastricht dann doch noch eine niederländische Stadt von den Alliierten eingenommen. Nach einer Umgruppierung im Rahmen der von Montgomery geplanten Operation Market Garden und der damit verbundenen größten alliierten Luftlandeoperation des Zweiten Weltkriegs gelang zwar das weitere Vorrücken über die Waal, der eigentliche Plan, den Rhein bei Arnheim zu überschreiten, wurde von den Deutschen jedoch vereitelt. Zwar gelang es den Alliierten im Rahmen der Operation am 19. September Eindhoven zu befreien und Tage später Nimwegen unter ihre Kontrolle zu bringen, der Großteil der Niederlande verblieb jedoch unter deutscher Kontrolle. Für die Alliierten war ein schneller Vorstoß nach Deutschland – über den Rhein ins Ruhrgebiet – vorrangig und die Befreiung des noch besetzten Teils der Niederlande nachrangig, weshalb man sich für das Bündeln der Kräfte und die Schaffung eines Korridors bis zum Rhein bei Arnheim entschied. Erst als sich die Rheinüberquerung am Ende der Operation als nicht mehr durchführbar erwies, wurden Pläne zur Erweiterung des alliierten Korridors und zur Sicherung der Scheldemündung entwickelt, da sich der Tiefseehafen Antwerpen aufgrund der dortigen deutschen Truppenpräsenz für den alliierten Nachschub noch nicht nutzen ließ. Da das Deutsche Reich auf den Streik vom 5. September mit einem Wirtschaftsembargo reagiert hatte, kam es im folgenden Winter 1944/45 zum sogenannten „Hongerwinter“, in dem rund 20.000 Niederländer an Mangelernährung starben. Erst mit der Kapitulation der Wehrmacht am 5. Mai 1945 in Wageningen endete die deutsche Besatzung der Niederlande. Der Tag wird daher in den Niederlanden als Bevrijdingsdag (Befreiungstag) gefeiert.